# Suore di misericordia di San Carlo Borromeo (Praga)
Le Suore di Misericordia di San Carlo Borromeo (in ceco Milosrdné Sestry Sv. Karla Boromejského) sono un istituto religioso femminile di diritto pontificio: le suore di questa congregazione pospongono al loro nome la sigla S.C.B.

## Storia
Le origini della congregazione risalgono al 28 settembre 1837, quando una comunità di suore della carità di San Carlo, guidata da Teresa Helvig, giunse da Nancy a Praga per assumere la direzione dell'istituto per ciechi della città. Questo ramo della congregazione si rese presto indipendente e le sue costituzioni furono approvate dalla Santa Sede il 6 agosto 1841.
Le suore si diffusero rapidamente in Boemia, Moravia, Austria e Slovacchia: la provincia austriaca si staccò dalla casa-madre di Praga dando inizio a una congregazione autonoma con la sede principale a Vienna.

## Attività e diffusione
Le suore si dedicano alla cura di anziani, ammalati, deboli e minorati.
Oltre che in Repubblica Ceca, la congregazione è attiva anche a Roma e in Slovacchia; la sede generalizia è a Praga.
Alla fine del 2015 l'istituto contava 138 religiose in 12 case.